# Irreversibile
Irreversibile è un singolo promozionale del gruppo musicale italiano Management, pubblicato il 21 settembre 2012 da MArteLabel.

## Descrizione
Il brano è stato pubblicato come terzo singolo tratto da Auff!! (2012), primo album in studio del Management. Scritto da Luca Romagnoli e composto da Marco Di Nardo, Irreversibile è stato prodotto da Manuele "Max Stirner" Fusaroli insieme agli stessi membri del gruppo. Le registrazioni si sono svolte tra il giugno e l'ottobre del 2011 presso il Natural Head Quarter Studio di Ferrara.
Il testo di Irreversibile consiste in un esperimento di revisione della Bibbia volto a spiegare gli episodi storici di caos sociale. In particolare, il brano fa riferimento alle vicende dell'Antico Testamento in cui le comunità peccatrici sono oggetto della punizione di Dio il quale, agendo per esigenza di giustizia e non per misericordia, impone la distruzione come unica soluzione ai disordini morali e sociali.

## Video musicale
Il singolo è accompagnato da un video musicale diretto da Luca Madonna e presentato in anteprima su Rolling Stone il 20 settembre 2012. Il filmato mette in scena quattro personaggi dai poteri sovrannaturali che compiono atti di distruzione verso la civiltà umana, a causa dello stato di disordine raggiunto. I quattro protagonisti, identificati come guerrieri dell'Apocalisse, controllano a loro piacimento fuoco, aria, terra e acqua. Al termine del video, i loro poteri si scagliano all'unisono contro il Vaticano.

## Classifiche
| Classifica (2012)     | Posizione massima |
| --------------------- | ----------------- |
| Italia (indipendenti) | 29                |